# Monument aux ouvriers du chantier naval tombés en 1970

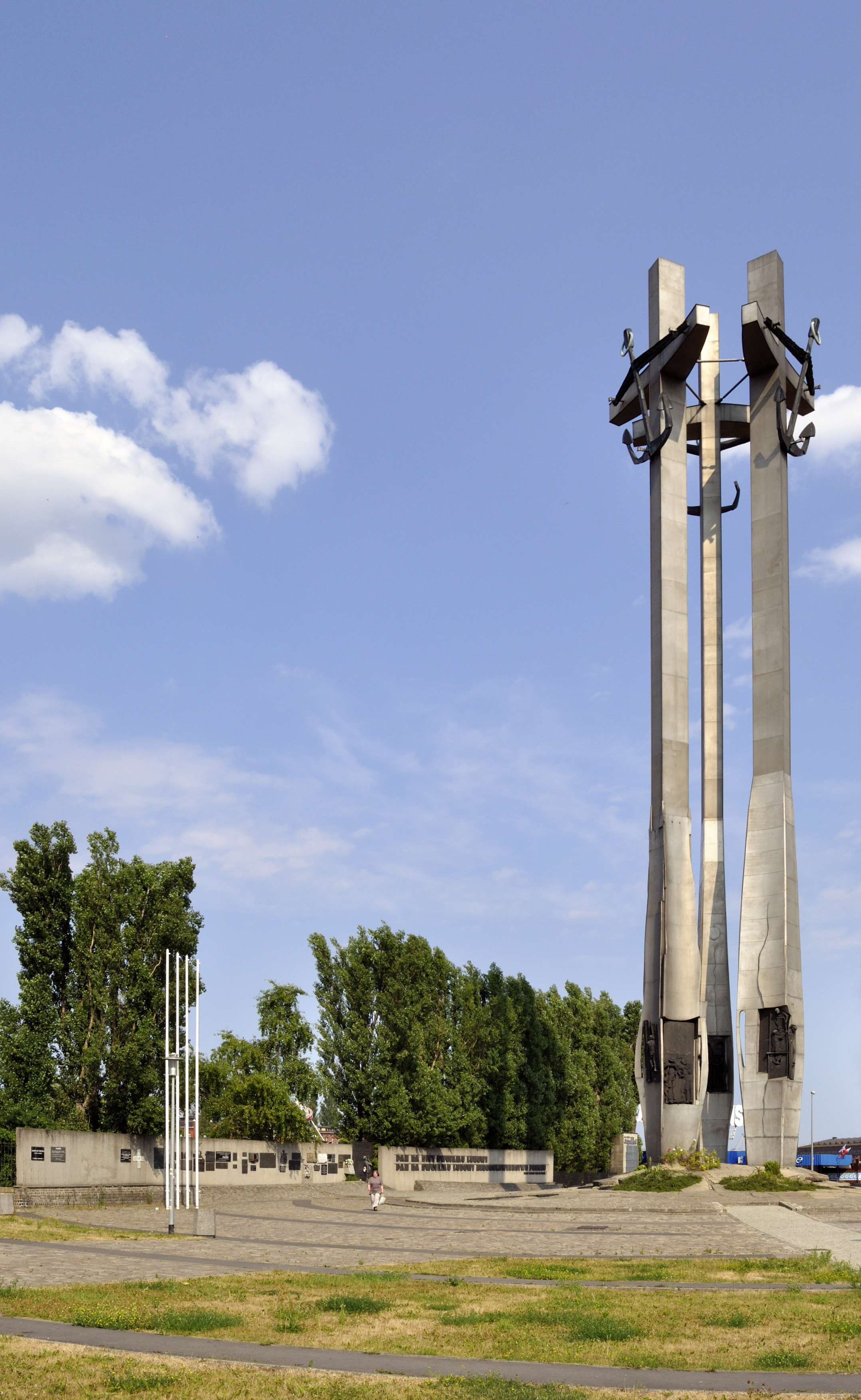
Les 3 croix

Le Monument aux ouvriers du chantier naval tombés en 1970  (en polonais Pomnik Poległych Stoczniowców 1970) est un monument inauguré en décembre 1980 près de l'entrée des chantiers navals de Gdańsk, alors dénommés chantiers Lénine, à Gdańsk (Pologne). Il commémore les ouvriers tués (42 au moins) lors des grèves de décembre 1970. L'édification de ce monument faisait partie de  l'« accord de Gdańsk » conclu entre les autorités communistes et les grévistes (qui reconnut aussi le syndicat libre Solidarność) en août 1980. Il fut le premier monument dédié aux victimes du communisme dans un pays communiste. 
Constitué de 3 grands croix en acier s'élevant à 42 mètres de haut, chacune portant une ancre, il a été érigé près de l'endroit où sont tombés les 3 premiers tués de la révolte de 1970. Chaque croix pèse 42 tonnes plus 2 tonnes pour l'ancre.
Le monument a été conçu par Bogdan Pietruszka, Wiesław Szyślak, Wojciech Mokwiński et Jacek Krenz (pl). Les bas reliefs entourant les croix sont l'œuvre de Elżbieta Szczodrowska-Peplińska et Robert Pepliński.

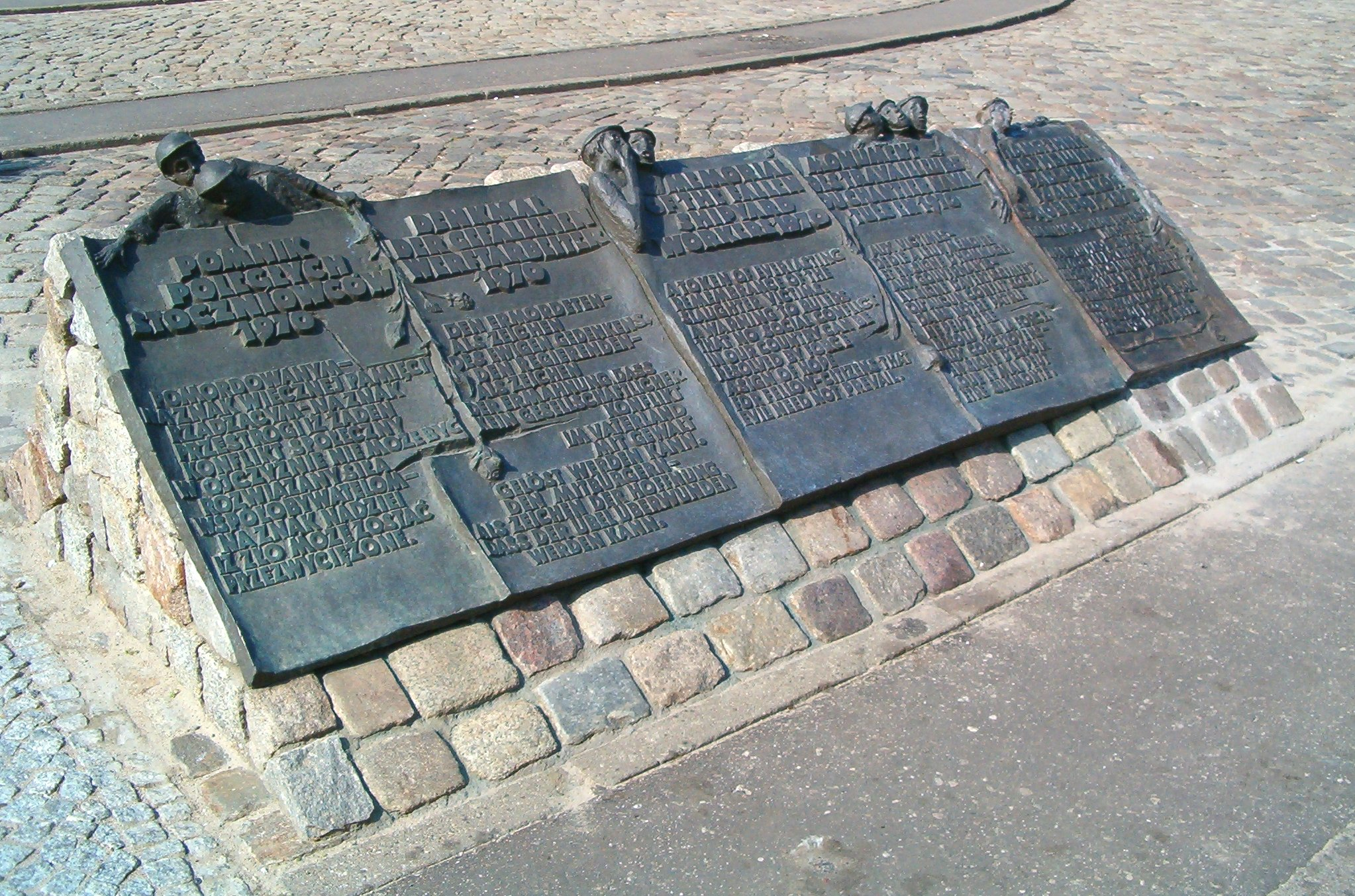
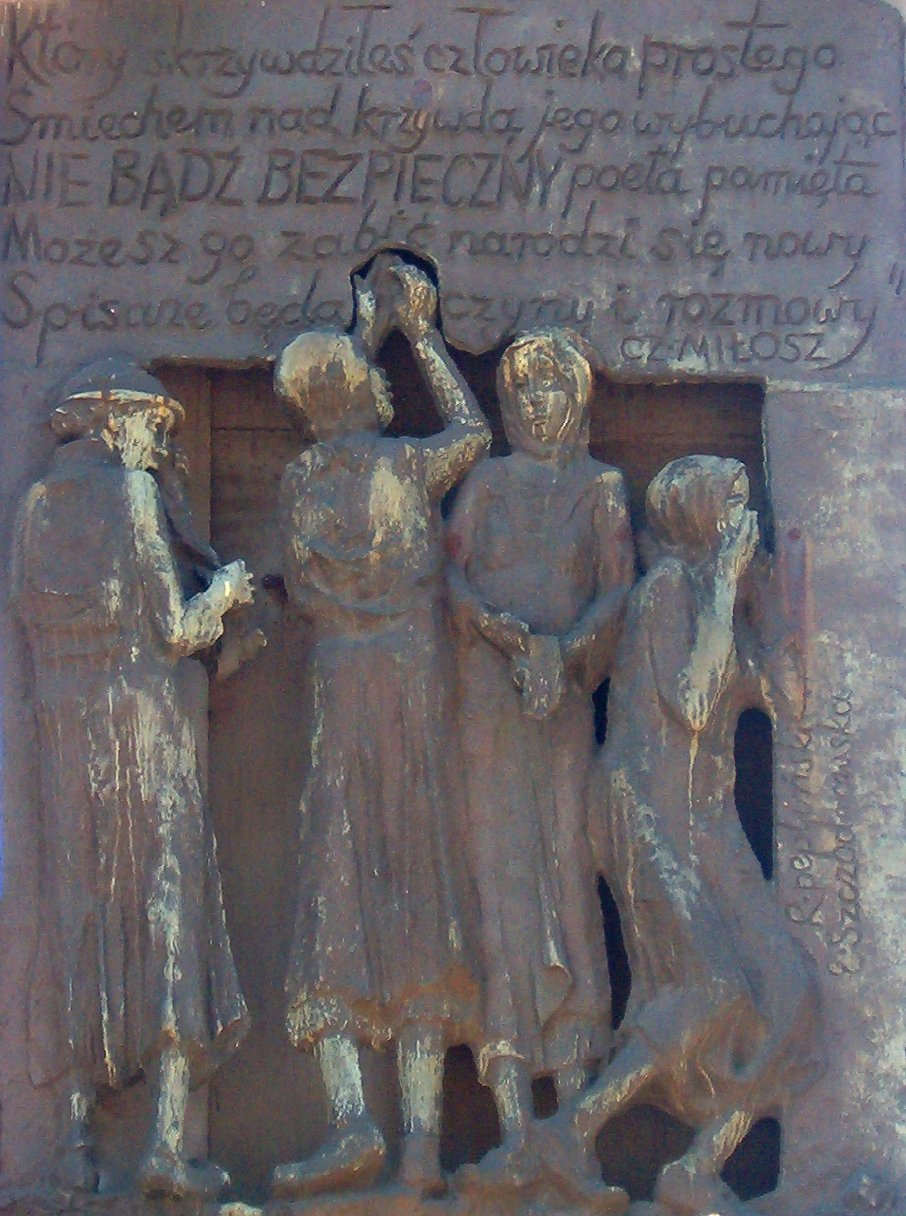
Poème de Czesław Miłosz
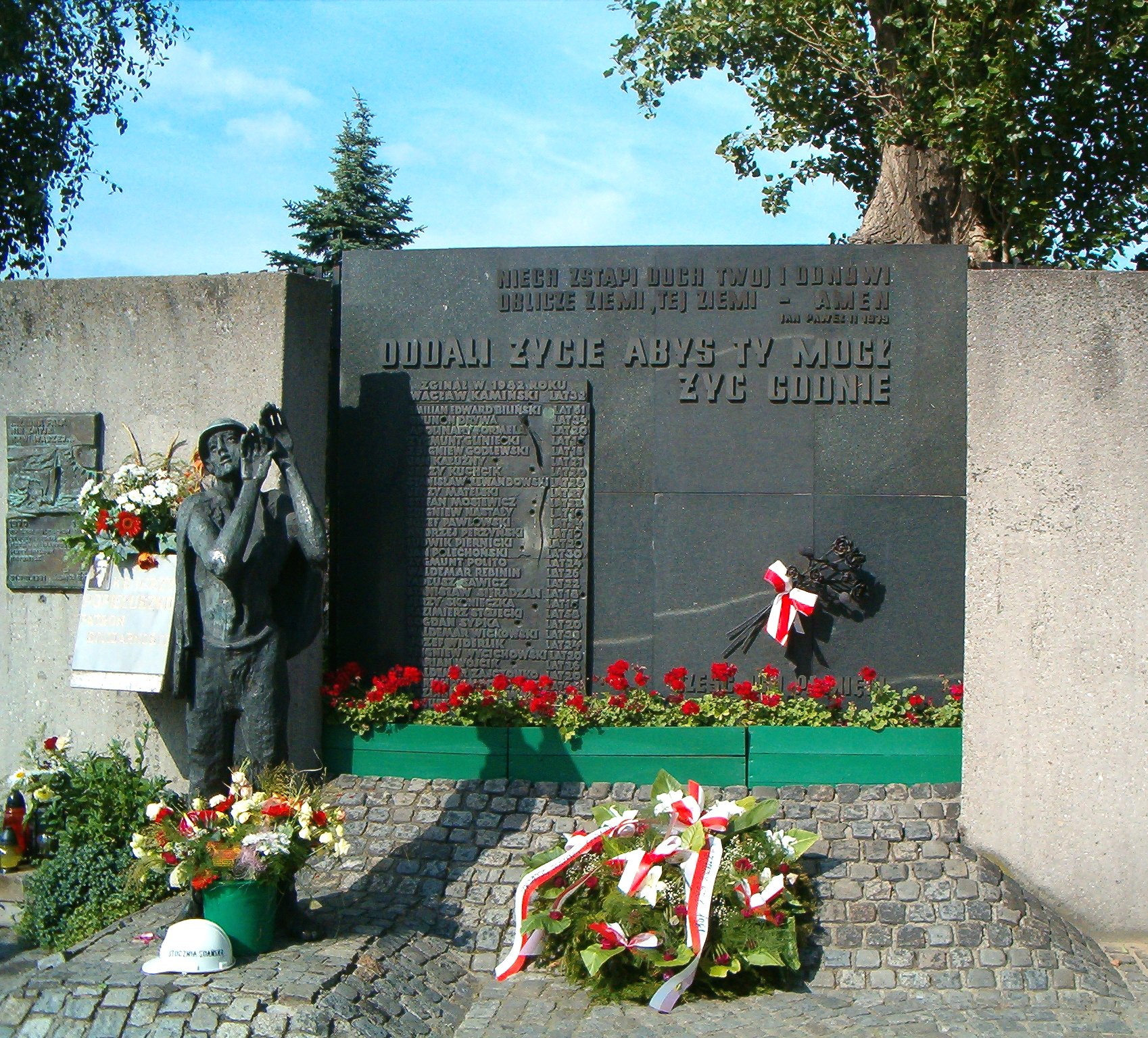
Liste des travailleurs tués en 1970
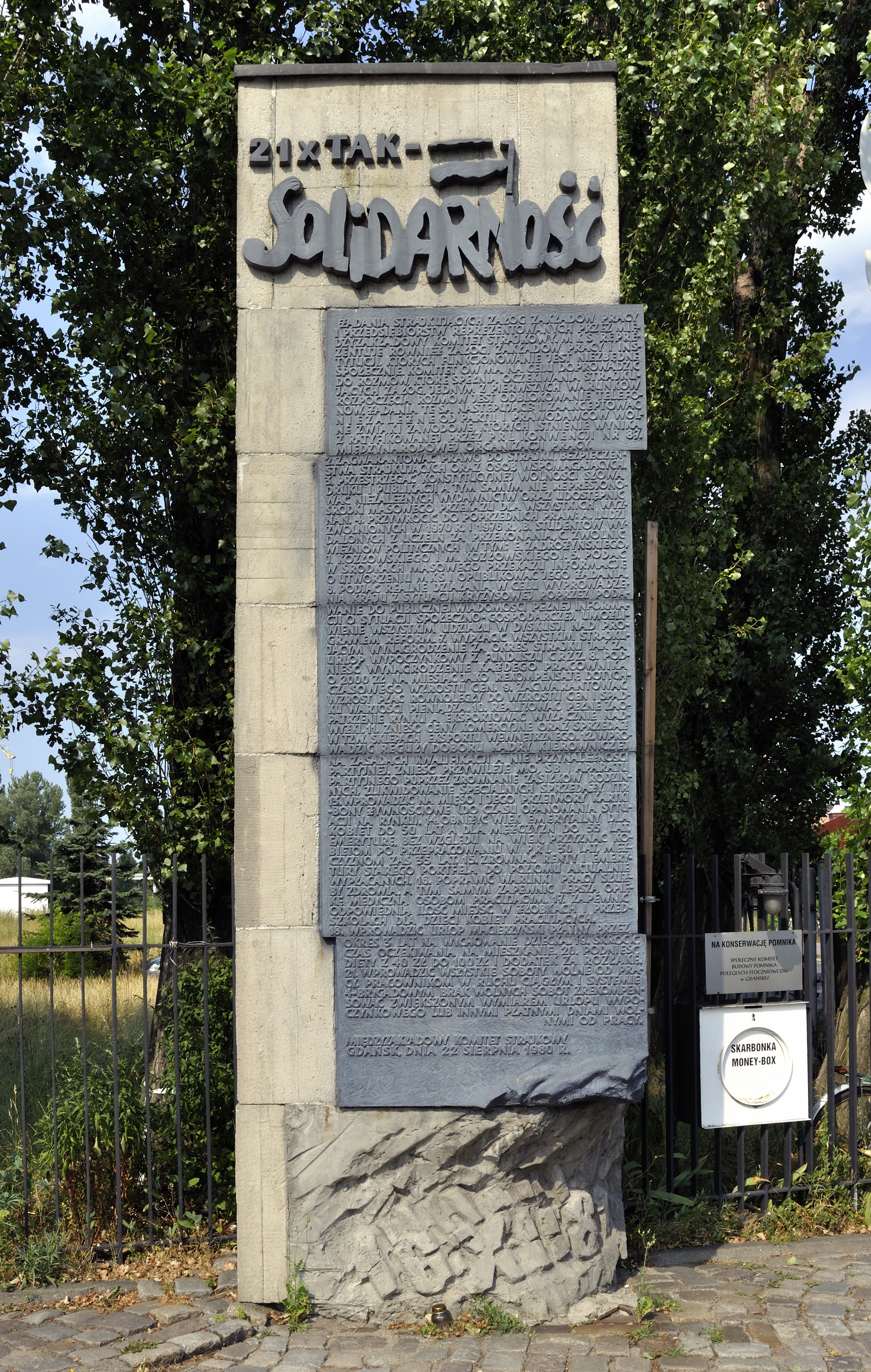

## Source
- (pl) Cet article est partiellement ou en totalité issu de l’article de Wikipédia en polonais intitulé « Pomnik Poległych Stoczniowców 1970 » (voir la liste des auteurs).